# Sollefteå IK
Sollefteå IK var en idrottsförening från Sollefteå i Ångermanland. Föreningen bildades formellt 1956, men redan 1952 spelades den första ishockeyn på orten. 1966 tog man hem segern i Division III Södra Nordsvenska B och flyttades upp till Division II till säsongen 1966/1967. Där blev man sedan kvar till 1973 då man åkte ner igen. Tidigare hade föreningen spelat i Division II 1959–1965. Föreningen upphörde i och med en sammanslagning med Långsele AIF 1977. Den nya klubben fick namnet IK Polar.